# 马斯拉克 (大西洋比利牛斯省)
马斯拉克（法語：Maslacq，法語發音：[maslak]）是法国大西洋比利牛斯省的一个市镇，位于该省北部，属于波城区。

## 地理
马斯拉克（43°26'24"N, 0°41'44"W）面积13.33 平方千米，位于法国新阿基坦大区大西洋比利牛斯省，该省份为法国东南部省份，涵盖了贝阿恩与北巴斯克，西临大西洋比斯開灣，北至朗德省，东北接热尔省，东临上比利牛斯省，南与西班牙接壤。
与马斯拉克接壤的市镇（或旧市镇、城区）包括：阿尔加尼翁、卡斯泰特内、拉戈尔、卢比安、蒙村、萨尔普朗克斯、索沃拉德。
马斯拉克的时区为UTC+01:00、UTC+02:00（夏令时）。

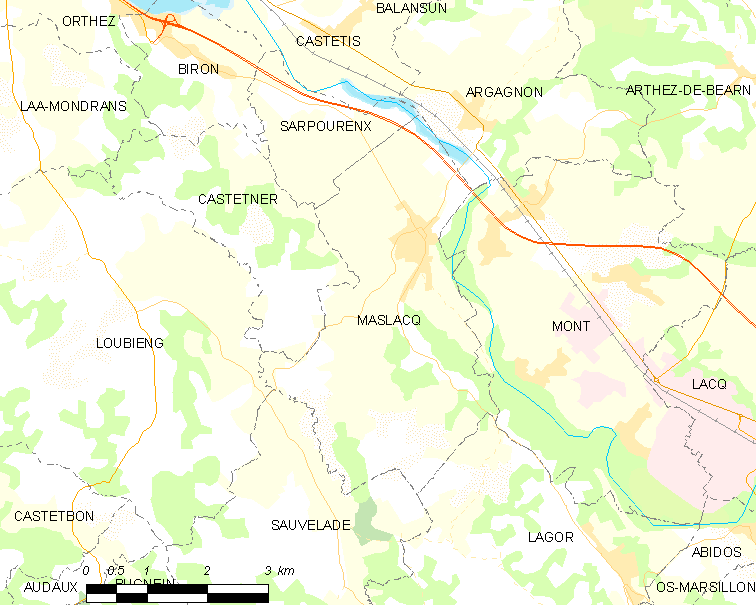
马斯拉克的OSM定位图

## 行政
马斯拉克的邮政编码为64300，INSEE市镇编码为64367。

## 政治
马斯拉克所属的省级选区为贝阿恩中心县。

## 交通
大西洋比利牛斯省省道D9线和D275线在境内交汇。

## 人口

1962-2008年间马斯拉克人口变化图示

马斯拉克于2022年1月1日时的人口数量为888人。